# GNU Go
GNU Go（グヌー・ゴ）は、フリーソフトウェア財団によって開発された、コンピュータが人間と囲碁の対局（コンピュータ囲碁）を行うための自由ソフトウェア。GNU Goのソースコードは可搬性が高く、Linuxおよび他のUNIX形式のシステム、Windows、macOSなどで簡単にコンパイルできる。その他のプラットフォームへの移植版も存在する。
GNU Goの棋力はlevel 10においておよそ5級とされる。碁盤サイズは5×5から19×19までをサポートしている。
GNU Go自身はASCIIベースではあるが、Go Modem ProtocolおよびGo Text Protocolという2つのプロトコルをサポートしており、これらを使ったGUIフロントエンドが別途実装されている。

## 戦績
- 2006年、世界コンピュータ囲碁大会_岐阜チャレンジ2006において、銀星囲碁に次いで準優勝を果たした。

## 歴史
GNU Go 1.1   March 13 1989. 

GNU Go 1.2   1995.

GNU Go 2.0   April 20, 1999.

GNU Go 2.4   September 12, 1999.

GNU Go 2.6   February 13, 2000.

GNU Go 3.0   August 24, 2001.

GNU Go 3.2   April 25, 2002.

GNU Go 3.4   July 31, 2003.

GNU Go 3.6   November 17, 2004.

GNU Go 3.8   February 19, 2009.（最新安定版）

### 公式サイト
- GNU Go main page
- Development page

### フロントエンド
- qGo - Linux / Windows / Mac OS X ; IGSクライアント含む
- CGoban - Linux / Unix
- Drago - Windows
- gGo - Javaベース
- glGo - Linux / Windows; 3Dによる碁盤表示のプロトタイプ
- Goban - macOS
- GoGui - Javaベース
- Jago - Javaベース
- Quarry - Linux, GTKベース
- Ruby Go - Linux, Unix, Windows, Tkベース

### 非公式なソフト
- Mac OS 9 version
- Pocket GNU Go
- Game Boy Advance version